# گره ریشه

نمودار ساده‌شده از رابطه بین گیاه و باکتری همزیست (آبی) در گره‌های ریشه

گره‌های ریشه (به انگلیسی: Root nodule) روی ریشه گیاهان، عمدتاً حبوبات، یافت می‌شوند که با باکتری‌های تثبیت‌کننده نیتروژن همزیستی ایجاد می‌کنند. تحت شرایط محدودکننده نیتروژن، گیاهان توانا یک رابطه همزیستی با یک سویه باکتری اختصاصی میزبان به نام ریزوبیا ایجاد می‌کنند. این فرایند چندین بار در حبوبات و همچنین در دیگر گونه‌های موجود در کلاد گل‌سرخ‌سانان (Rosid) تکامل یافته‌است. محصولات حبوبات شامل لوبیا، نخود و سویا است.